# Chris Ahrens
Chris Alfred Ahrens  (San Bernardino, Kalifornia, 1952. július 31. –) amerikai profi jégkorongozó.

## Karrier
Komolyabb junior karrierjét az Ontario Hockey League-es Kitchener Rangersben kezdte 1969–1970-ben és 1972-ig volt a csapat tagja. A Minnesota North Stars draftolta az 1972-es NHL-amatőr drafton az ötödik kör 76. helyén. Felnőtt pályafutását az American Hockey League-es Cleveland/Jacksonville Baronsban kezdte 1972-ben és egyetlenegy mérkőzést játszhatott az National Hockey League-ben a rájátszásban a North Stars színeiben. A következő idényben három mérkőzést játszhatott a North Starsban. A többit az AHL-es New Haven Nighthawksban. 1974–1975-ben már fél idényt töltött a North Starsban. 1975–1976-ban már csak kettő mérkőzésen szerepelhetett az NHL-ben a szezon nagy részét az AHL-es Rhode Island Redsben és a New Haven Nighthawks töltötte. Utolsó szezonjában 1977–1978-ban még egy meccset játszott a Minnesota North Starsban, 50-et a Fort Worth Texansban és négyet az akkor még World Hockey Associationban szereplő Edmonton Oilersban.

## Karrier statisztika
| 1969–1970       | Kitchener Rangers     | OHA             | 4   | 1  | 0  | 1  | 0   | —  | — | — | — | —   |
| 1970–1971       | Kitchener Rangers     | OHA             | 54  | 7  | 14 | 21 | 203 | —  | — | — | — | —   |
| 1971–1972       | Kitchener Rangers     | OHA             | 40  | 3  | 22 | 25 | 64  | —  | — | — | — | —   |
| 1972–1973       | Cleveland Barons      | AHL             | 76  | 2  | 17 | 19 | 248 | —  | — | — | — | —   |
| 1972–1973       | Minnesota North Stars | NHL             | —   | —  | —  | —  | —   | 1  | 0 | 0 | 0 | 0   |
| 1973–1974       | New Haven Nighthawks  | AHL             | 73  | 4  | 20 | 24 | 177 | 10 | 1 | 0 | 1 | 45  |
| 1973–1974       | Minnesota North Stars | NHL             | 3   | 0  | 1  | 1  | 0   | —  | — | — | — | —   |
| 1974–1975       | New Haven Nighthawks  | AHL             | 23  | 1  | 10 | 11 | 132 | 16 | 2 | 5 | 7 | 106 |
| 1974–1975       | Minnesota North Stars | NHL             | 44  | 0  | 2  | 2  | 77  | —  | — | — | — | —   |
| 1975–1976       | New Haven Nighthawks  | AHL             | 70  | 2  | 8  | 10 | 121 | 3  | 0 | 0 | 0 | 12  |
| 1975–1976       | Minnesota North Stars | NHL             | 2   | 0  | 0  | 0  | 2   | —  | — | — | — | —   |
| 1976–1977       | New Haven Nighthawks  | AHL             | 29  | 1  | 6  | 7  | 82  | —  | — | — | — | —   |
| 1976–1977       | Rhode Island Reds     | AHL             | 42  | 1  | 7  | 8  | 82  | —  | — | — | — | —   |
| 1976–1977       | Minnesota North Stars | NHL             | 2   | 0  | 0  | 0  | 5   | —  | — | — | — | —   |
| 1977–1978       | Fort Worth Texans     | CHL             | 50  | 1  | 10 | 11 | 137 | —  | — | — | — | —   |
| 1977–1978       | Edmonton Oilers       | WHA             | 4   | 0  | 0  | 0  | 15  | —  | — | — | — | —   |
| 1977–1978       | Minnesota North Stars | NHL             | 1   | 0  | 0  | 0  | 0   | —  | — | — | — | —   |
| NHL Összesített | NHL Összesített       | NHL Összesített | 52  | 0  | 3  | 3  | 84  | 1  | 0 | 0 | 0 | 0   |
| AHL Összesített | AHL Összesített       | AHL Összesített | 313 | 11 | 69 | 80 | 842 | 29 | 3 | 5 | 8 | 163 |
| OHA Összesített | OHA Összesített       | OHA Összesített | 98  | 11 | 26 | 37 | 267 | —  | — | — | — | —   |